# Dendrophthoe faicata
Dendrophthoe faicata är en tvåhjärtbladig växtart som först beskrevs av Carl von Linné d.y., och fick sitt nu gällande namn av Danser. Dendrophthoe faicata ingår i släktet Dendrophthoe och familjen Loranthaceae.

## Underarter
Arten delas in i följande underarter:
- D. f. amplexifolia
- D. f. pubescens